# Ga Nowon
Ga Nowon (Tiếng Hàn: 노원역, Hanja: 蘆原驛) là ga trung chuyển giữa Tàu điện ngầm vùng thủ đô Seoul tuyến 4 và Tàu điện ngầm Seoul tuyến 7 nằm ở Sanggye-dong, Nowon-gu, Seoul. Nhà ga nằm trên tuyến 4 nằm ở phía trên trong khi nhà ga trên tuyến 7 nằm ở dưới mặt đất, do đường ray trên cao của tuyến 4 nằm giữa Ga Danggogae và Ga Chang-dong. Ngoài ra, hai ga nằm xa nhau, khiến cho hành khách phải đi bộ một khoảng để chuyển tuyến.
Một vài nhà hàng, quán bar, pub, cũng như một số cửa hàng quần áo, cửa hàng phụ kiện, trung tâm thẩm mĩ đều được đặt xung quanh ga Nowon. Cửa hàng Lotte có thể đi vào trực tiếp từ nhà ga tuyến số 7.

## Lịch sử
- 13 tháng 9 năm 1983: Tên ga được quyết định là Ga Nowon [5]
- 20 tháng 4 năm 1985: Khai trương Tàu điện ngầm Seoul tuyến 4 giữa Sanggye ~ Đại học Hansung
- 11 tháng 10 năm 1996: Tàu điện ngầm Seoul tuyến 7 đoạn Ga Jangam ~ Ga Đại học Konkuk mở cửa và trở thành ga trung chuyển.

## Bố cục ga

### Tuyến số 4 (3F)
| Sanggye ↑    |
| \| N/B       |
| ↓ Chang-dong |

| Hướng Bắc | ● Tuyến 4 | ← Hướng đi Sanggye · Jinjeop                                |
| Hướng Nam | ● Tuyến 4 | → Hướng đi Dongdaemun · Seoul · Sadang · Geumjeong · Oido → |

### Tuyến số 7 (B3F)
| Madeul ↑   |
| S/B N/B \| |
| ↓ Junggye  |

| Hướng Bắc | ● Tuyến 7 | ← Hướng đi Madeul · Suraksan · Dobongsan · Jangam                  |
| Hướng Nam | ● Tuyến 7 | → Hướng đi Taereung · Gunja · Xe buýt tốc hành · Onsu · Seongnam → |

## Xung quanh nhà ga
| Lối ra \| 나가는 곳 \| Exit \| 出口 | Lối ra \| 나가는 곳 \| Exit \| 出口 |
| ----------------------------------- | --- |
| 1                                   | Trung tâm cộng đồng Sanggye 2-dong Trung tâm an toàn công cộng Sanggye 2 Trung tâm an toàn Sanggye 119 Trung tâm cộng đồng Sanggye 6·7-dong Trường trung học cơ sở Sanggye Khu vực ga Nowin Trung tâm phúc lợi Seongmin                                          |
| 2                                   | Trường tiểu học Sangsu Văn phòng Nowon-gu Ngã tư Ga Nowon Khu phức hợp Sanggye Jugong 4·5·6 Dịch vụ Hưu trí Quốc gia Dobong, Chi nhánh Nowon Lotte Department Store                                                                                              |
| 3                                   | Ngã tư Ga Nowon |
| 4                                   | Sanggye 2-dong Lotte Department Store chi nhánh Nowon Trung tâm Phúc lợi Seongmin |
| 5                                   | Trung tâm cộng đồng Sanggye 6·7-dong Khu phức hợp Sanggye Jugong 4·5·6 Dịch vụ Hưu trí Quốc gia Dobong, Chi nhánh Nowon Hướng bệnh viện Sanggye Paik của Đại học Inje Trung tâm hiến máu Trung tâm Ga Nowon                                                      |
| 6                                   | Khu phức hợp Sanggye Jugong 1·2·3 Bưu điện Sanggye 6-dong Trường trung học Sangye Bộ Việc làm và Lao động Trung tâm Việc làm Phía Bắc Seoul Cơ quan việc làm Hàn Quốc cho người khuyết tật Chi nhánh phía Bắc Seoul Tổng công ty quản lý cơ sở vật chất Nowon-gu |
| 7                                   | Văn phòng Nowon-gu Trung tâm Y tế Công cộng Nowon-gu Hội đồng Nowon-gu Tập đoàn Bảo hiểm Y tế Quốc gia Chi nhánh Nowon Chi nhánh KEPCO Nowon Dobong |
| 8                                   | Trường trung học nữ sinh Yonghwa Trung tâm thi bằng lái xe Dobong Trường tiểu học Sangwol |
| 9                                   | Khu phức hợp Sanggye Jugong 7 |
| 10                                  | Trường tiểu học Sanggye Trung tâm cộng đồng Sanggye 10-dong Bưu điện 10-dong Sangye Thư viện trung tâm Nowon Trường trung học cơ sở Ongok |

## Hình ảnh

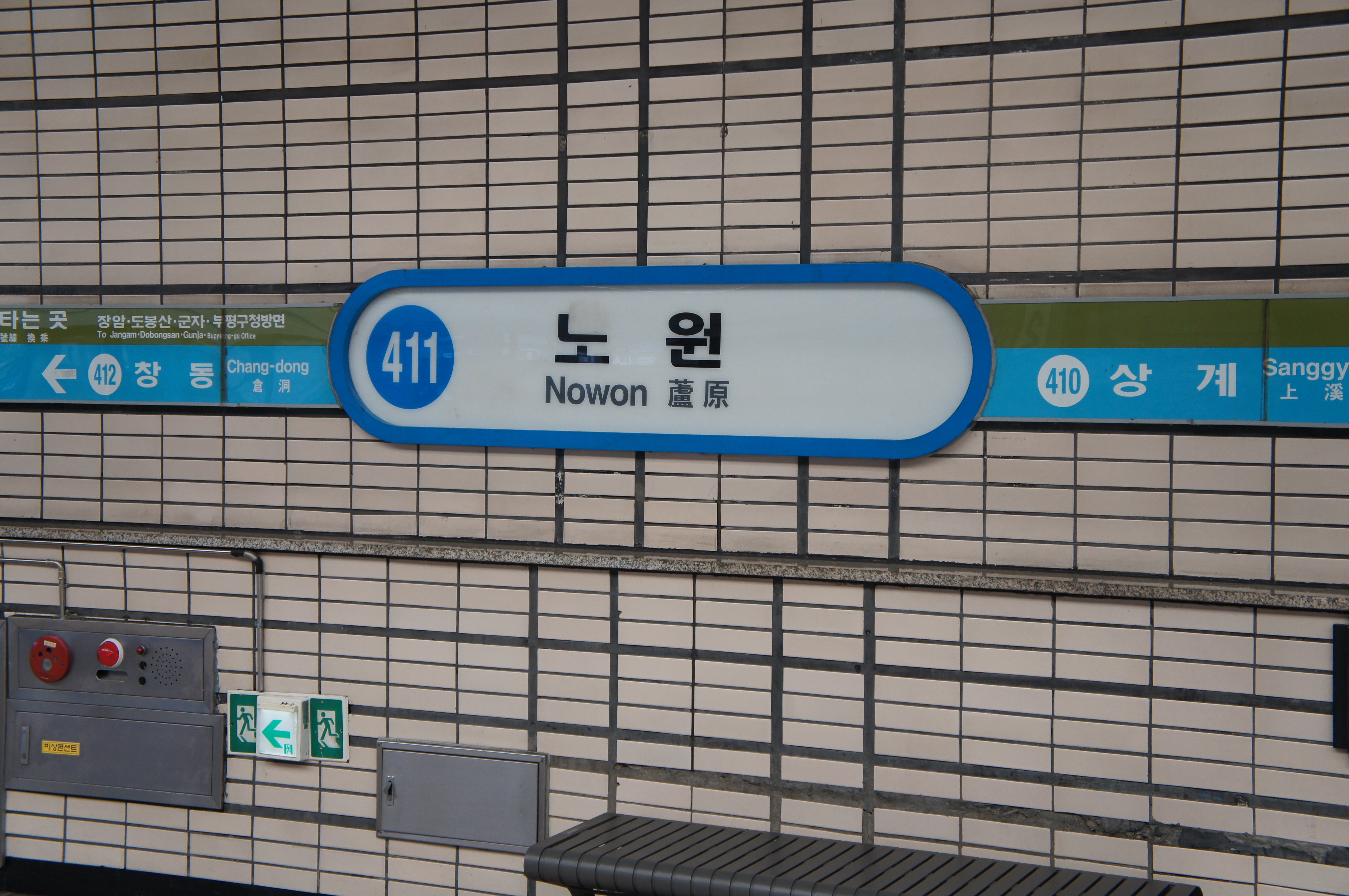
Bảng tên ga Tuyến 4
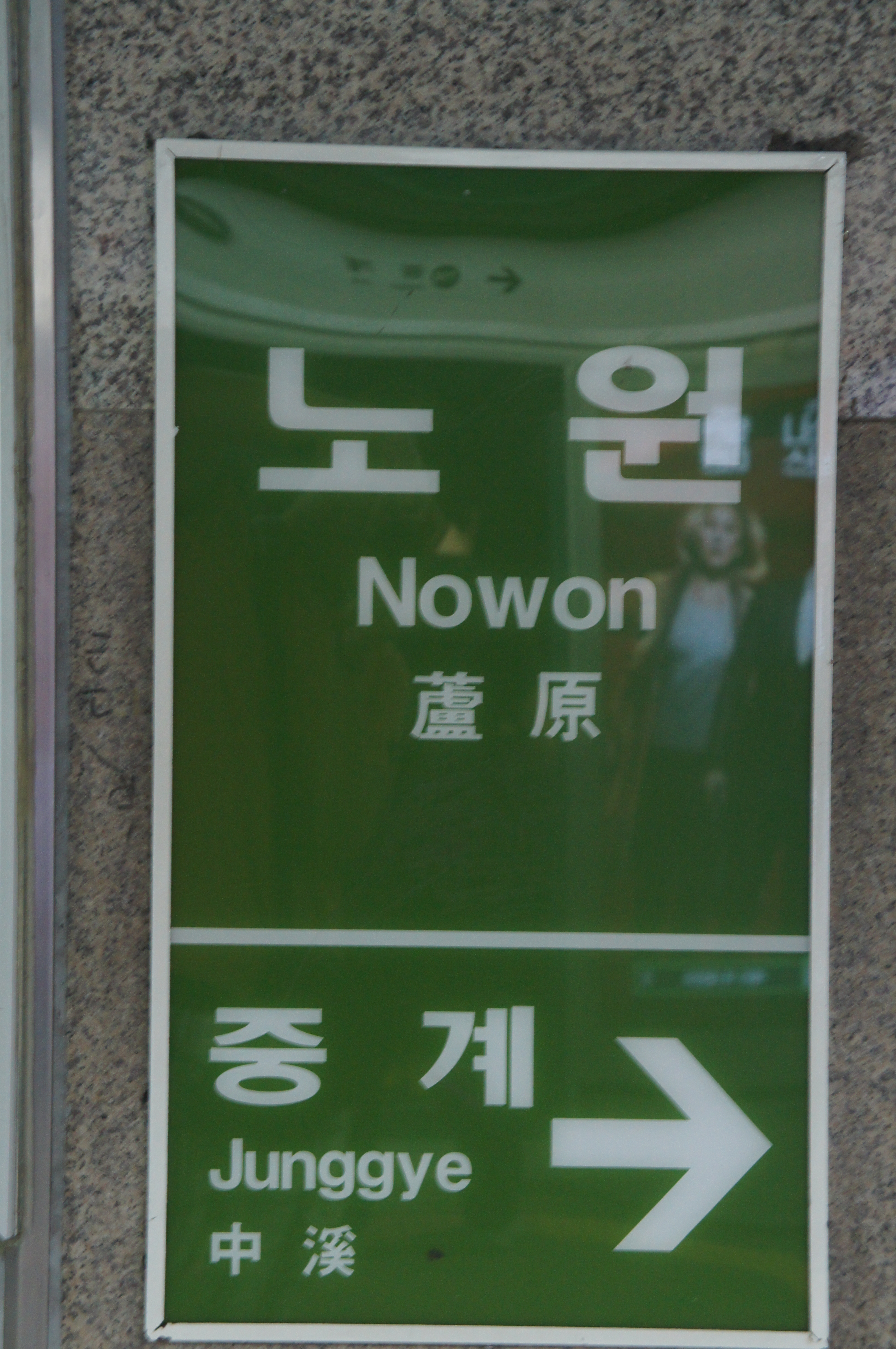
Bảng tên ga Tuyến 7
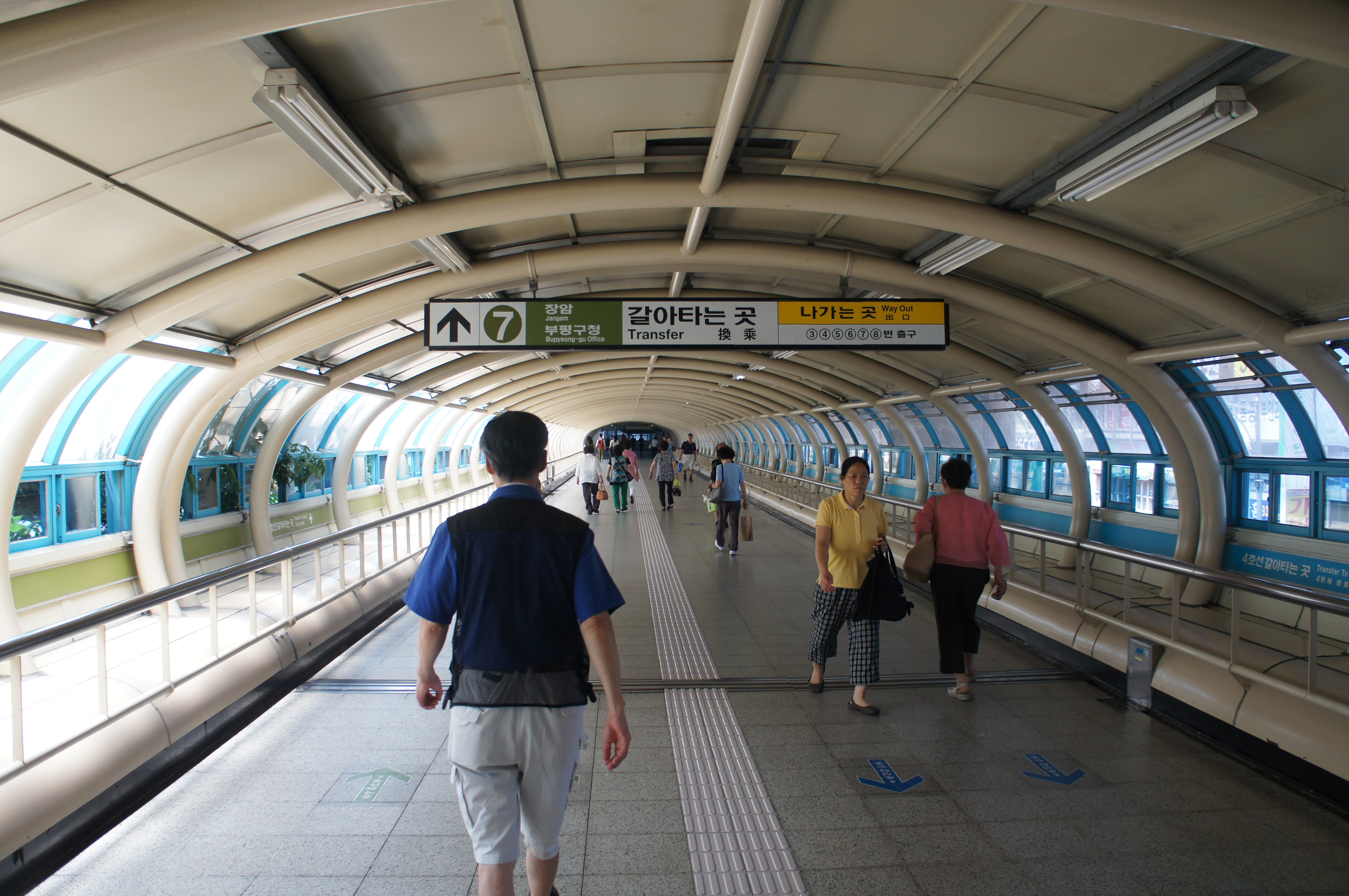
Lối đi chuyển tuyến
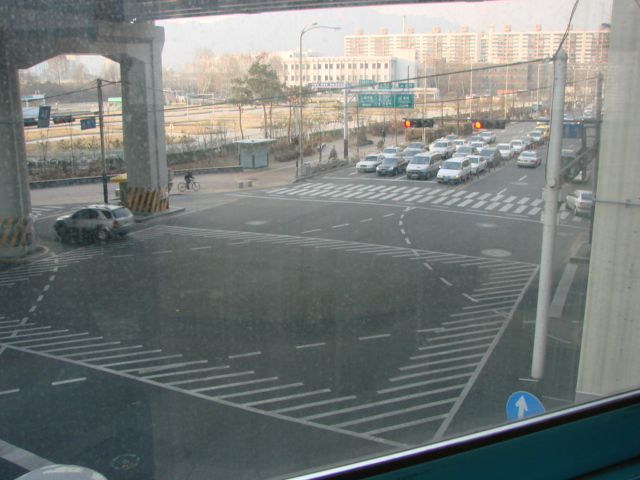
Nút giao nhìn từ đầu đường chuyển tiếp tuyến 4
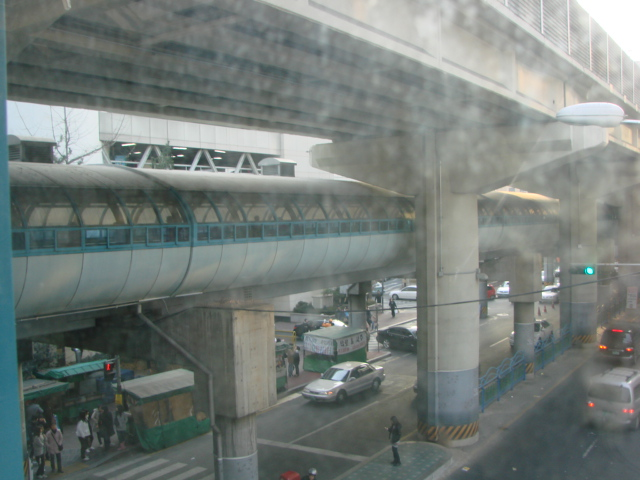
Đường chuyển tuyến 4. Nó khá dài.
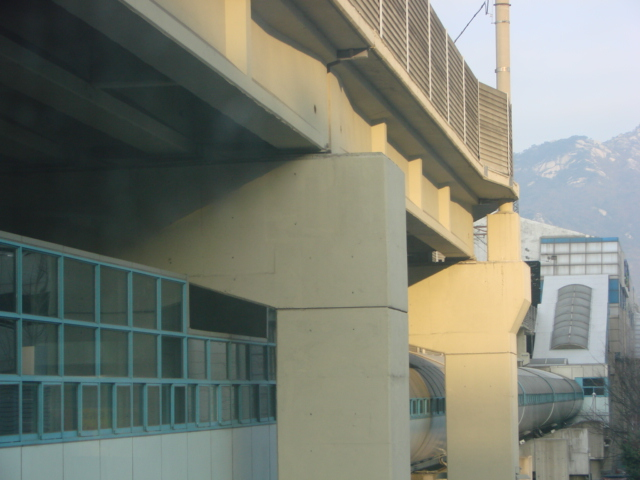
Một bức ảnh của đoạn tiếp theo từ một góc độ khác.
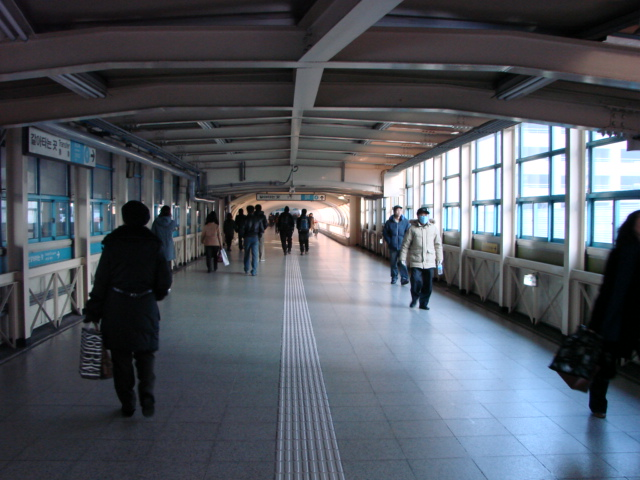
Bức ảnh này được chụp từ bên trong lối chuyển tuyến của Tuyến 4.
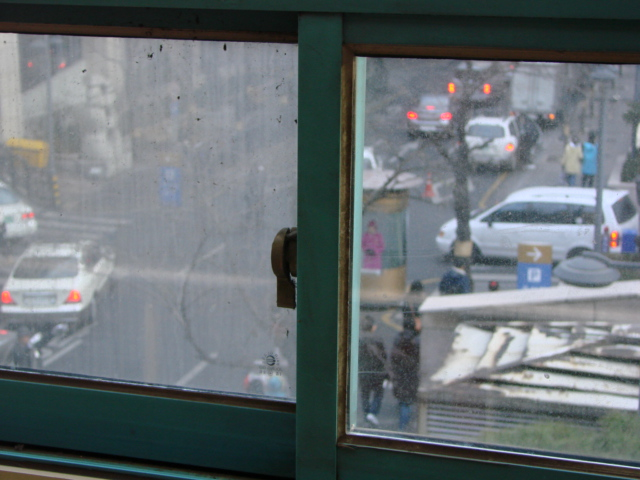
Bức ảnh này được chụp bên ngoài cửa sổ từ giữa lối đi chuyển tuyến.
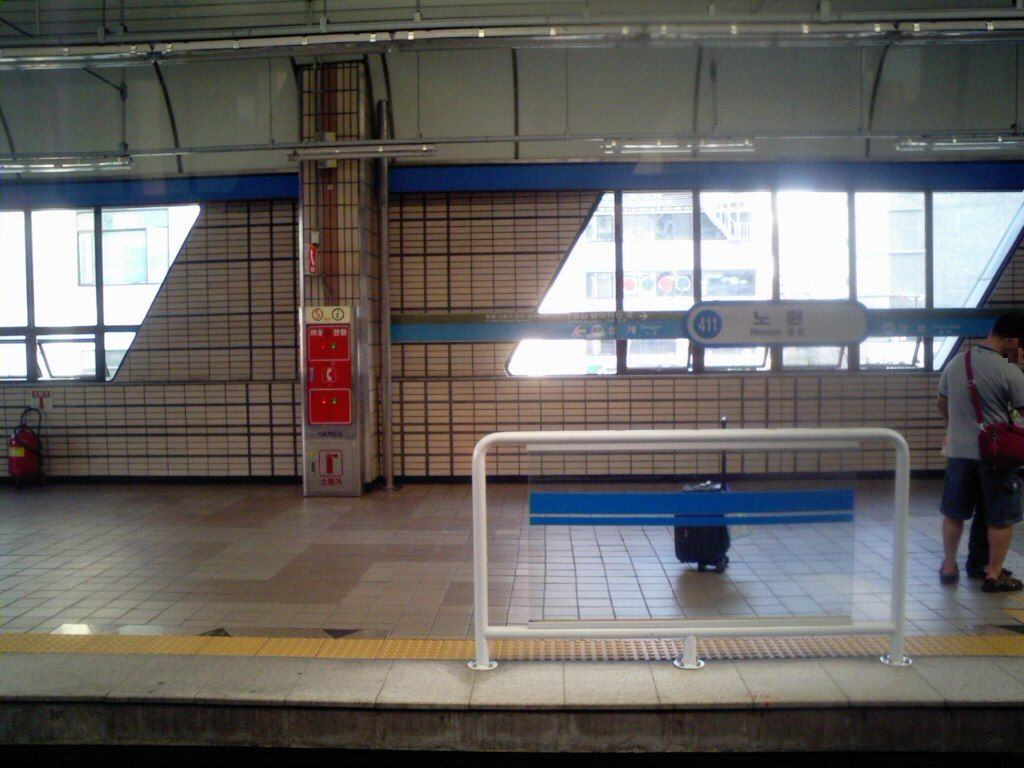
Sân ga Tuyến 4 hướng đi Ga Jinjeop (trước khi lắp đặt cửa chắn)
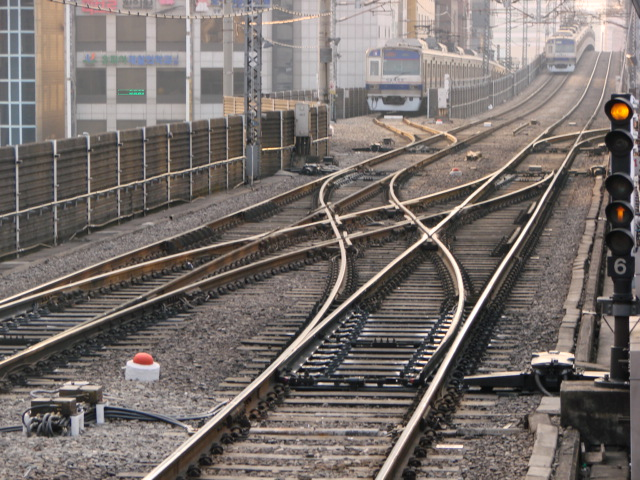
Theo dõi đường thay đổi khi đi đến Depot Changdong